# Theodor Frank (Bankier)

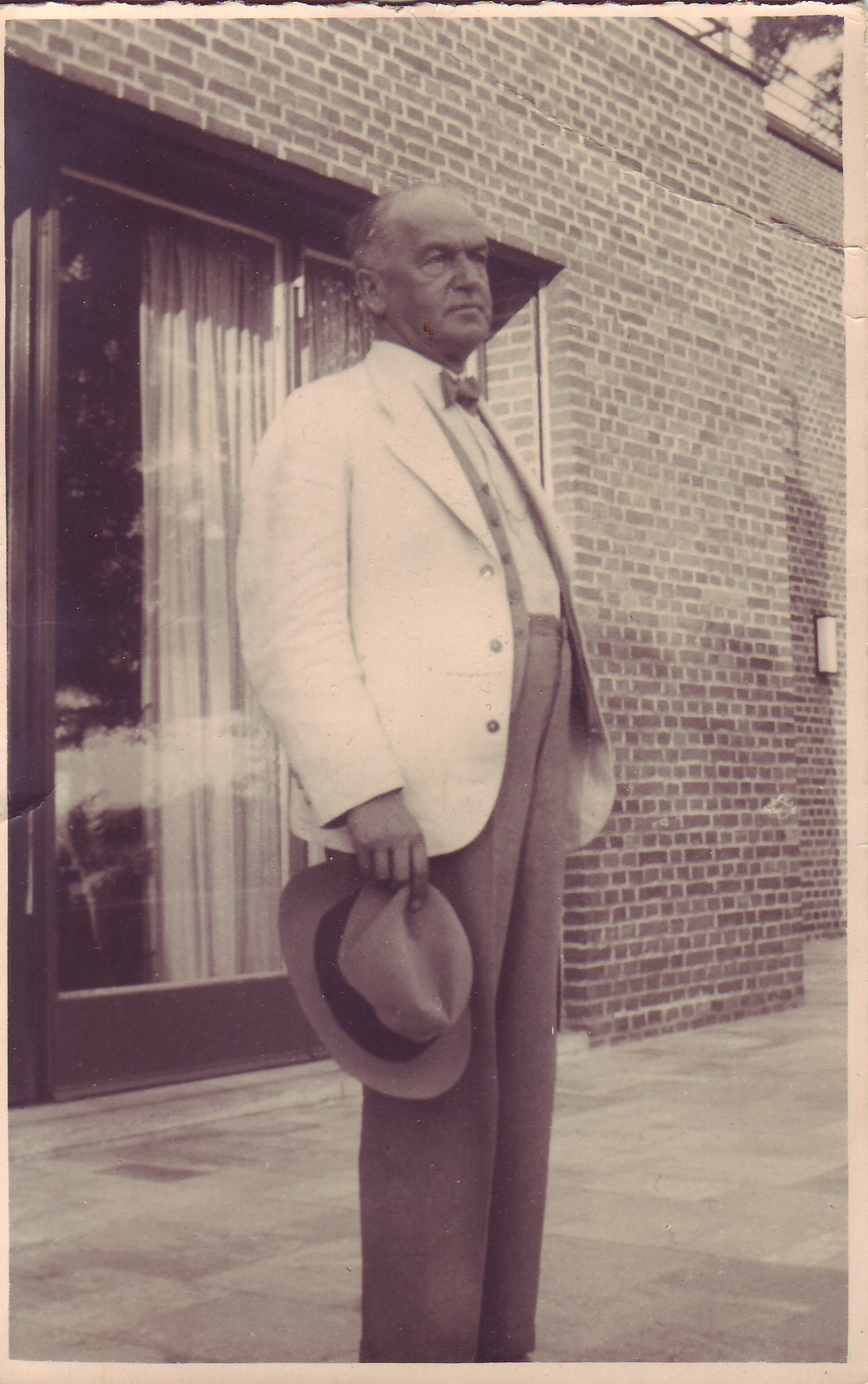
Theodor Frank

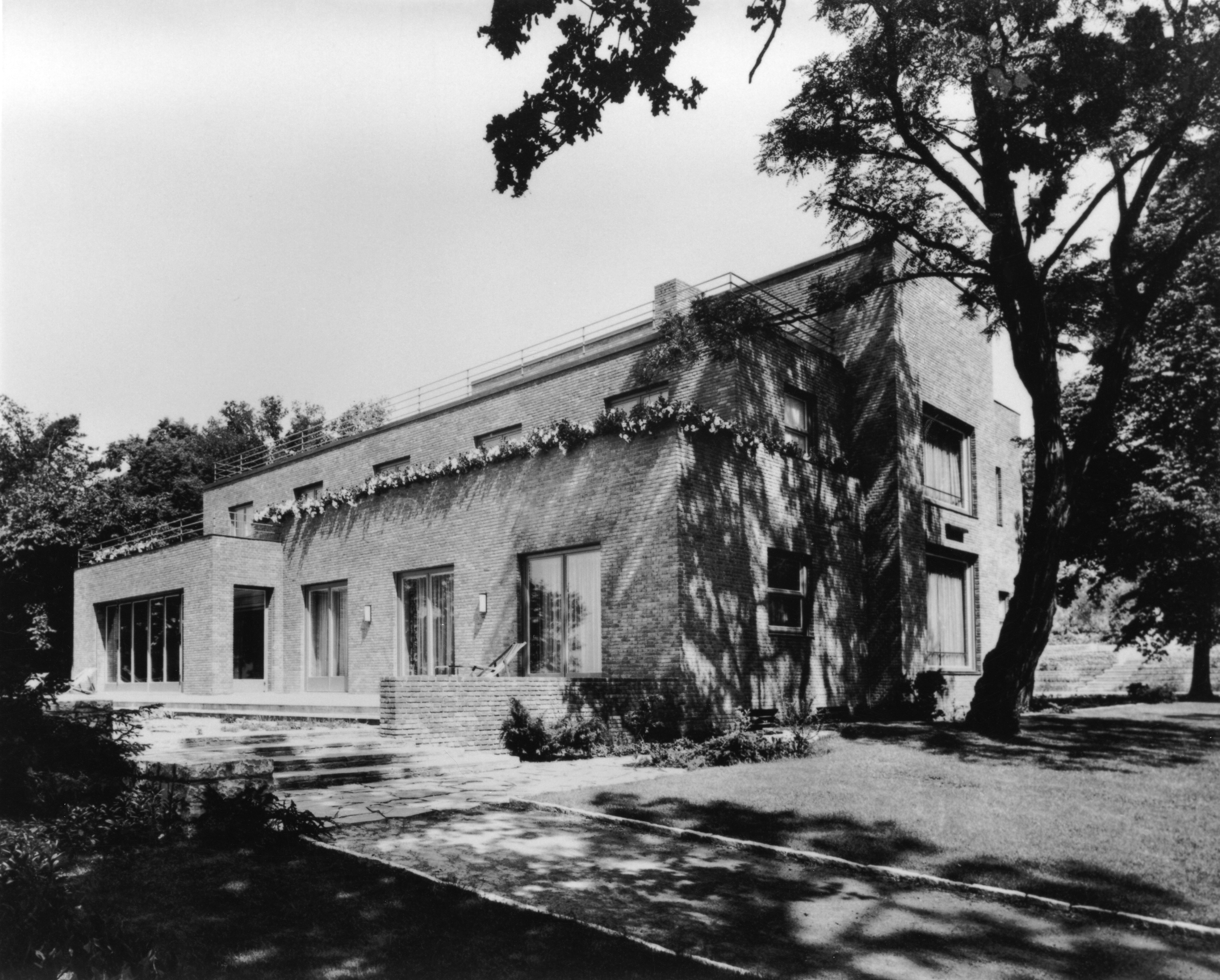
Villa Theodor Frank

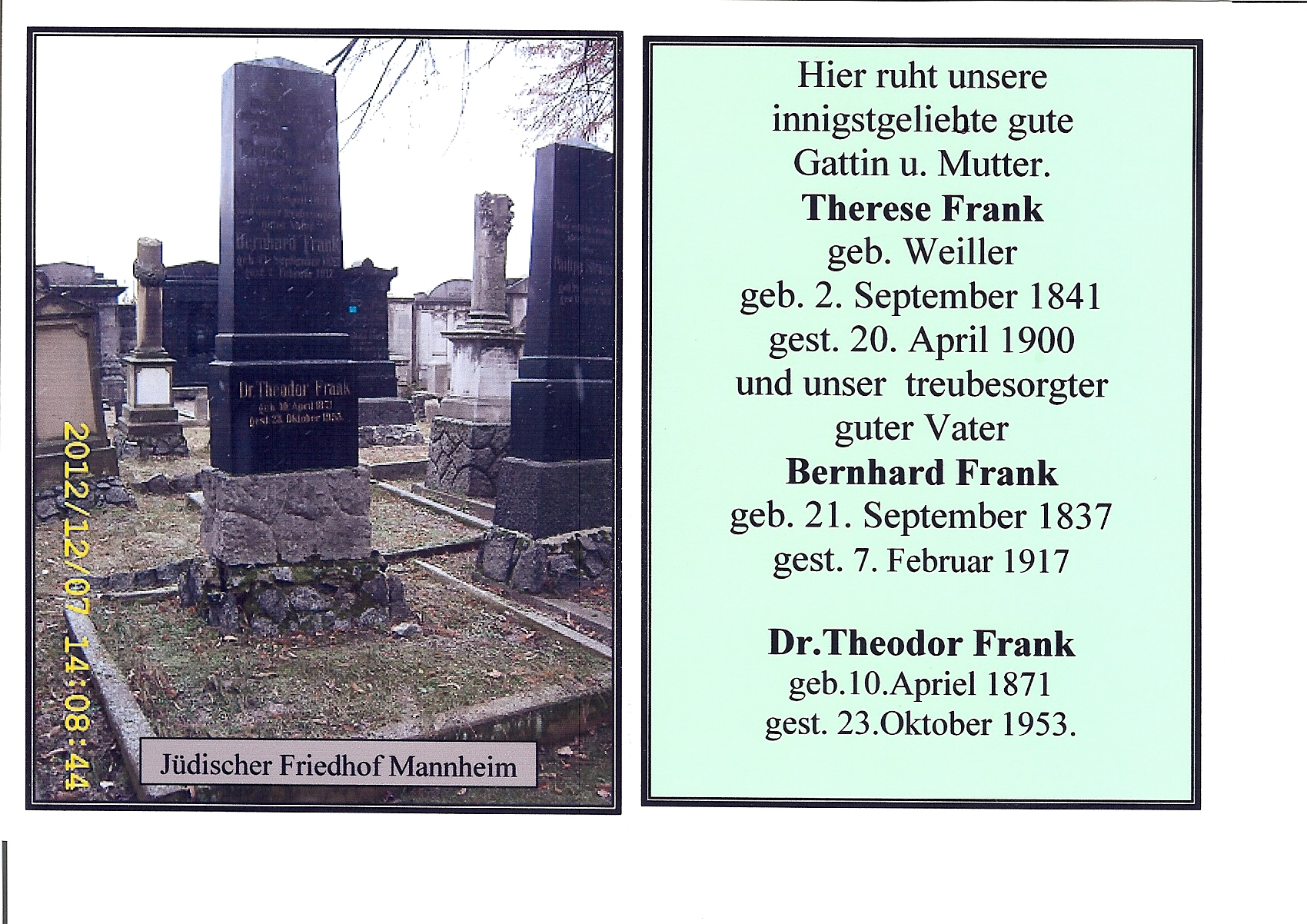
Grabstein von Theodor Frank

Theodor Frank (* 1871 in Bad Dürkheim; † 1953 in Zürich) war ein deutscher Bankier und Bankmanager.

## Leben
Nach einer Lehre bei einer Karlsruher Privatbank wurde Frank zunächst Angestellter und später Teilhaber im Mannheimer Bankhaus Ladenburg. Später wurde er Vorstandsmitglied bei der Süddeutschen Disconto-Gesellschaft, einer Tochtergesellschaft der Disconto-Gesellschaft. 1922 wurde er in den Kreis der persönlich haftenden Gesellschafter der Disconto-Gesellschaft aufgenommen. Als die Disconto-Gesellschaft 1929 mit der Deutsche Bank AG und anderen Kreditinstituten fusionierte, wurde er Vorstandsmitglied der Deutschen Bank.
1909 heiratete er Margot Kaufmann; das Paar bekam drei Töchter und einen Sohn. Nach Wohnsitzen in Mannheim, Heidelberg und später wieder Mannheim zog die Familie 1922 nach Berlin. Im Juli 1923 verlieh die Ruprecht-Karls-Universität Heidelberg Frank die Ehrendoktorwürde der Staatswissenschaften. 1928 erwarben die Franks zehn Parzellen am Schwielowsee. Der Berliner Architekt Ernst L. Freud baute dort das Landhaus Frank, „ein komfortables Wochenend- und Sommerhaus für die Familie, welches gleichzeitig auch einen repräsentativen Rahmen für den Empfang von Arbeitskollegen und Geschäftspartnern bieten sollte.“
Nach der Machtergreifung durch die Nationalsozialisten 1933 wurde Frank mit seinem ebenfalls jüdischen Vorstandskollegen Oscar Wassermann aus dem Vorstand der Deutschen Bank entlassen. 1937 floh die Familie Frank zunächst nach Antwerpen, dann nach Brüssel. 1942 wurde Margot Frank in Cannes von NS-Schergen verschleppt und später ermordet. Theodor Frank überlebte das Exil in bescheidenen Verhältnissen in Nizza; bei einem Besuch in Zürich starb er 1953.